# Clachan Bridge

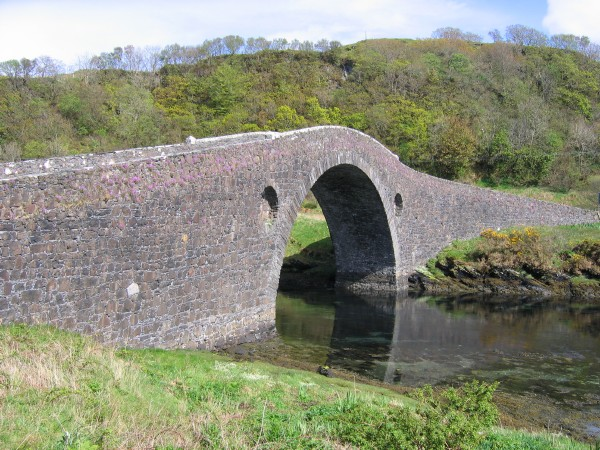
Clachan Bridge

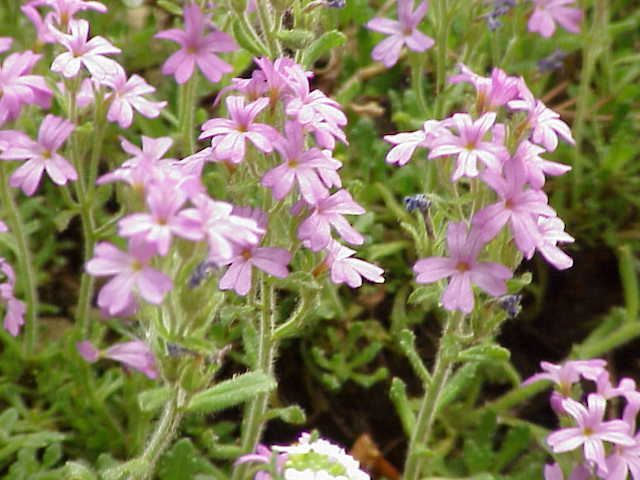
Alpenbalsam (Erinus alpinus)

Die Clachan Bridge, auch Bridge Over the Atlantic (deutsch: Brücke über den Atlantik) genannt, schafft für Autos und Fußgänger eine Verbindung zwischen dem schottischen Festland und den beiden Fährhäfen auf der Hebrideninsel Seil, einer der Slate Islands vor der Küste von Argyll and Bute. Sie liegt nordöstlich der Ortschaft Clachan-Seil und führt über den Clachan Sound.
Die Brücke wurde von dem schottischen Ingenieur und Architekten Robert Mylne geplant und erbaut. Sie wurde im Jahre 1792 eröffnet. Sie ist heute noch in Betrieb und damit eine der ältesten unveränderten Brücken über Meeresarme im westlichen Europa. Sie wurde 1971 als Listed Building der Kategorie A eingestuft.
Im Frühsommer ist die Brücke bedeckt mit den Blüten des Alpenbalsams (Erinus alpinus), eines Sommerwurzgewächses, das hier fairy foxgloves genannt wird (deutsch: Feenhandschuhe oder Feenfäustlinge).